# Соль (приток Локчима)
Соль — река в России, течет по территории Койгородского и Корткеросского районов Республики Коми, а также Гайнского района Пермского края. Устье реки находится в 168 км по левому берегу реки Локчим. Длина реки составляет 63 км.

## Притоки
- 20 км: Рубиха (пр)
- 22 км: Сиздан (лв)
- 32 км: Сольвож (пр)
- 40 км: без названия (пр)

## Данные водного реестра
По данным государственного водного реестра России относится к Двинско-Печорскому бассейновому округу, водохозяйственный участок реки — Вычегда от истока до города Сыктывкар, речной подбассейн реки — Вычегда. Речной бассейн реки — Северная Двина.
Код объекта в государственном водном реестре — 03020200112103000017818.